# Thelma Bate
 (octobre 2024).
Thelma Florence Bate née Olsen (3 août 1904 - 26 juillet 1984) est une leader communautaire australienne et militante des droits des femmes.